# Гута-Висівська
Гута Висівська (пол. Huta Wysowska) — частина лемківського села (присілок) Висова в Польщі, розташованого в Горлицькому повіті Малопольського воєводства, сільська гміна Устя-Горлицьке.

## Географія
Село розташоване на Лемківщині, у Низьких Бескидах.
На заході село межує з селом Ріпки, на сході — Висова, на півночі — Ганьчова і на півдні (зі словацького боку) — Цигелка. За 10 км на північ знаходиться центр гміни — Устя Руське.

## Історія
7 жовтня 1868 року жителі сіл Висова і Бліхнарка викупили місцевий маєток від пана Володислава Войціковського.
1936 року в Гуті Висівській мешкало 72 греко-католики і 57 римо-католиків. Відправи проводились у дерев'яній богослужбовій каплиці Преображення ГНІХ. До 1945 року присілок належав до греко-католицької парохії Висова Горлицького деканату, до якої також належала Бліхнарка. Метричні книги провадились від 1784 року..
Після другої світової війни Лемківщина, попри сподівання лемків на входження в УРСР, була віддана Польщі, а корінне українське населення примусово-добровільно вивозилося в СРСР. Згодом, у період між 1945 і 1947 роками, у цьому районі тривала боротьба між підрозділами УПА проти радянських та польських військ. Ті з українців, хто вижив, 1947 року під час операції Вісла були ув'язнені в концтаборі Явожно або депортовані на понімецькі землі Польщі, натомість заселено поляків.